# Хронология на Microsoft Windows
Тук са представени версиите на Windows, техните ъпдейтове и добавки по хронологичен ред.

## Операционни системи Windows
| Легенда:                           |
| ---------------------------------- |
| Windows версии, базирани на MS-DOS |
| Windows 9x                         |
| Windows NT                         |
| Windows CE                         |

В таблицата не са включени RC(Release Candidate) и RTM версии.
| Windows продукт                                                           | Дата на излизане     | Кодово име                                | Ъпдейтове \ Добавки                                                              | Ново във версията | Поддръжка | Версия \ build                      |
| ------------------------------------------------------------------------- | -------------------- | ----------------------------------------- | -------------------------------------------------------------------------------- | --- | --- | ----------------------------------- |
| Windows 1.0                                                               | 20 ноември 1985 г.   |                                           |                                                                                  | първата независима версия на Windows; ограничен мултитаскинг | Не се поддържа от 31 декември 2001 г.                                                                                    | 1.0                                 |
| Windows 1.01                                                              | 1985 г.              |                                           |                                                                                  | първата излязла на пазара версия на Windows | Не се поддържа от 31 декември 2001 г.                                                                                    | 1.01                                |
| Windows 1.02                                                              | Май 1986 г.          |                                           |                                                                                  | международна версия; има издания на няколко европейски езика. | Не се поддържа от 31 декември 2001 г.                                                                                    | 1.02                                |
| Windows 1.03                                                              | Август 1986 г.       |                                           |                                                                                  | Версия както за международния пазар, така и за пазара на САЩ; съдържа подобрения | Не се поддържа от 31 декември 2001 г.                                                                                    | 1.03                                |
| Windows 2.0                                                               | 9 декември 1987 г.   |                                           |                                                                                  | първите версии на Microsoft Word и Microsoft Excell; застъпване на прозорците; по-сложни клавишни комбинации; поява на термините „минимизиране“ и „максимизиране“ | Не се поддържа от 31 декември 2001 г.                                                                                    | 2.0                                 |
| Windows /386 2.0                                                          | 9 декември 1987 г.   |                                           |                                                                                  | | Не се поддържа от 31 декември 2001 г.                                                                                    | 2.0                                 |
| Windows 2.03                                                              |                      |                                           |                                                                                  | | Не се поддържа от 31 декември 2001 г.                                                                                    | 2.03                                |
| Windows /286 2.1                                                          | 28 юни 1988 г.       |                                           |                                                                                  | himem.sys DOS драйвер; поддръжка на няколко платки за разширена памет | Не се поддържа от 31 декември 2001 г.                                                                                    | 2.10                                |
| Windows /386 2.1                                                          | 28 юни 1988 г.       |                                           |                                                                                  | представя Protected Mode; поддържа изпълняването на няколко MS-DOS програми | Не се поддържа от 31 декември 2001 г.                                                                                    | 2.10                                |
| Windows 2.11                                                              | Март 1989 г.         |                                           |                                                                                  | малки подобрения в управлението на паметта; поддръжка на AppleTalk; по-бързо принтиране; подобрени драйвери за принтери | Не се поддържа от 31 декември 2001 г.                                                                                    | 2.11                                |
| Windows N-Ten (алфа)                                                      | Януари 1989 г.       |                                           |                                                                                  | | Не се поддържа | NT 3.1                              |
| Windows NT (алфа)                                                         | Април 1989 г.        | NT OS/2                                   |                                                                                  | | Не се поддържа | NT 3.1.528                          |
| Windows 3.0                                                               | 22 май 1990 г.       |                                           |                                                                                  | значително подобрен потребителски интерфейс; подобрение на управлението на паметта на процесорите 80286 и 80386; MS-DOS Executive файл мениджърът/ стартерът на програми е заменен с базирания на икони Program Manager (мениджър на програми), което опростява стартирането на приложения; преработен Control Panel; включен Notepad, подобрен Paintbrush, поява на играта Solitare; преработена графика, заради поддръжката на 16 цвята; Adobe Type Manager система за шрифтове | Не се поддържа от 31 декември 2001 г.                                                                                    | 3.0                                 |
| Windows 3.0 (+ Multimedia Extensions)                                     | 20 октомври 1991 г.  |                                           | Multimedia Extensions                                                            | включен е Multimedia Extensions v1.0 – съдържа „мултимедийни комплекти за ъпдейт“, обхващащи CD-ROM устройство и звукова карта | Не се поддържа от 31 декември 2001 г.                                                                                    | 3.0                                 |
| Windows 3.1                                                               | 6 април 1992 г.      | Janus                                     | Windows for Workgroups 3.1, Windows for Pen Computing 1.0; Win32s                | TrueType система за шрифтове; не може да работи в режим Real Mode; заместване на играта Reversi с Minisweeper (в някои издания Reversi също била включена) | Не се поддържа от 31 декември 2001 г.                                                                                    | 3.1                                 |
| Windows 3.1 for Central and Eastern Europe                                |                      |                                           | Windows for Workgroups 3.1; Video for Windows; Windows for Pen Computing; Win32s | възможност за използване на кирилица; шрифтове за езици от Централна и Източна Европа | Не се поддържа от 31 декември 2001 г.                                                                                    | 3.1                                 |
| Windows NT (бета)                                                         | 11 ноември 1992 г.   |                                           |                                                                                  | | Не се поддържа | NT 3.1                              |
| Windows NT 3.1                                                            | 27 юли 1993 г.       | NT OS/2                                   |                                                                                  | поддръжка на TCP/IP | Не се поддържа от 31 декември 2001 г.                                                                                    | NT 3.1.528                          |
| Windows 3.2                                                               | Януари 1994 г.       |                                           | Windows for Workgroups 3.1; Windows for Workgroups 3.11                          | китайски език | Не се поддържа от 31 декември 2001 г.                                                                                    | 3.2                                 |
| Windows 95 (бета)                                                         | 9 август 1994 г.     | Chicago/Cougar                            |                                                                                  | поява на шорткътове; поддръжка на дълги файлови имена; поява на MSN | Не се поддържа | 4.0.58s                             |
| Windows NT 3.5                                                            | 21 септември 1994 г. | Daytona                                   | SP1-SP3                                                                          | увеличена бързина; нов екран при стартиране; подобрена OLE поддръжка от версия 1.0 до 2.0 | Не се поддържа от 31 декември 2001 г.                                                                                    | NT 3.5.807                          |
| Windows NT 3.51                                                           | 30 май 1995 г.       |                                           | SP1-SP5                                                                          | първата версия с PowerPC архитектура на процесора | Не се поддържа от 31 декември 2001 г.                                                                                    | NT 3.51.1057                        |
| Windows 95                                                                | 24 август 1995 г.    | Chicago/Cougar                            | Service Pack 1, Windows for Pen Computing 2.0, Microsoft Plus!                   | таскбар; „Старт“ бутон и меню; файловият мениджър Windows Explorer | Не се поддържа от 31 декември 2001 г.                                                                                    | 4.0.950                             |
| Windows NT 4.0                                                            | 24 август 1996 г.    | SUR (Shell Updatte Release); Cairo        | SP1-SP6, SP6a, Option Pack                                                       | GDI (Graphics Device Interface) e вграден в ядрото; включва DirectX по подразбиране; нов Windows Task Manager | Windows NT 4.0 Workstations не се поддържа от 30 юни 2004 г. Windows NT 4.0 Server не се поддържа от 31 декември 2004 г. | NT 4.0.1381                         |
| Windows CE 1.0                                                            | 16 ноември 1996 г.   | Pegasus, Alder                            |                                                                                  | handheld PC (HPC) | | CE 1.0                              |
| Windows CE 1.01                                                           | 25 юни 1997 г.       |                                           |                                                                                  | | | CE 1.01                             |
| Windows NT 5.0 (бета 1)                                                   | 27 септември 1997 г. | Memphis NT, Whistler 2000                 |                                                                                  | | Не се поддържа | NT 5.0                              |
| Windows CE 2.0                                                            | 13 октомври 1997 г.  | Mercury, Apollo                           |                                                                                  | Palm-sized PC; планиране на задачи в реално време; 32-битови цветови схеми; SSL 2.0 и SSL 3.0 | | CE 2.0                              |
| Windows 98                                                                | 25 юни 1998 г.       | Memphis                                   |                                                                                  | Windows Driver Model | Не се поддържа | 4.10.1998                           |
| Windows NT Terminal Server Edition                                        | Юни 1998 г.          | Hydra                                     |                                                                                  | способността да се изпълняват няколко инстанции на графичната подсистема | Не се поддържа | NT 4.0                              |
| Windows CE 2.1                                                            | Юли 1998 г.          | Gryphon, Birch                            |                                                                                  | | | CE 2.1                              |
| Windows NT 5.0 (бета 2)                                                   | 20 август 1998 г.    | Memphis NT, Whistler 2000                 |                                                                                  | | Не се поддържа | NT 5.0                              |
| Windows CE 2.11                                                           | Август 1998 г.       | Jupiter, Wyvern, Orion, Hermes, Goldeneye |                                                                                  | първата графична IDE | | CE 2.11                             |
| Windows NT 4.0 Embedded (бета 1)                                          | 22 февруари 1999 г.  | Impala                                    | Option Pack, SP1-SP7                                                             | първа бета версия на Windows за домашни уреди, автомати за стоки, банкомати и други подобни уреди | Не се поддържа | NT 4.0                              |
| Windows 2000 (бета 3)                                                     | 29 април 1999 г.     | Memphis NT                                |                                                                                  | | Не се поддържа | NT 5.0                              |
| Windows 98 SE (Второ издание)                                             | 5 май 1999 г.        |                                           | може да се инсталира и под формата на ъпдейт за Windows 98                       | поправка на множество малки проблеми; подобрена поддръжка на USB; Internet Explorer 5.0; Internet Connection Sharing – позволява няколко компютъра, свързани в LAN мрежа, да споделят една Интернет връзка през NAT; Microsoft NetMeeting 3.0; интегрирана поддръжка за DVD-ROM устройства; поправен проблем със запълването на паметта, който водел до зависване на системата, ако се оставела да работи за повече от 49.7 дни; възможност за инсталиране на Microsoft Plus! теми | Не се поддържа от 11 юли 2006 г.                                                                                         | 4.10.2222A                          |
| Windows Millenium (бета 1)                                                | 24 септември 1999 г. |                                           |                                                                                  | | Не се поддържа | 4.90                                |
| Windows NT 4.0 Embedded                                                   | 27 септември 1999 г. | Impala                                    |                                                                                  | Издание на NT 4.0, което е предназначено за домашни уреди, автомати за стоки, банкомати и други подобни уреди | Не се поддържа | NT 4.0                              |
| Windows CE 2.12                                                           | 28 септември 1999 г. | Birch Enhancement Pack                    | представлява подобрение за Windows 2.0                                           | подобрения в корпуса на Windows CE 2.0 | | CE 2.11.9015                        |
| Windows Millenium Edition (бета 2)                                        | 29 ноември 1999 г.   |                                           |                                                                                  | System File Protection; Game Options Control Panel | Не се поддържа | 4.90                                |
| Windows CE for Automotive 2.0 (бета)                                      | 6 януари 2000 г.     |                                           |                                                                                  | | | CE 2.0                              |
| Windows 2000                                                              | 17 февруари 2000 г.  | Whistler 2000, Memphis NT                 | SP1-SP4                                                                          | Windows File Protection; NTFS 3.0; Microsoft Management Console; Automated System Recovery; поддръжка за UDF; Encrypting File System; Logical Disk Manager; Image Color Manager 2.0; поддръжка за принтери, базирани на PostScript 3; поддръжка за шрофтовете OpenType и Type 1 PostScript; Data Protection API; многоезична поддръжка; System File Checker; включено автоматично рестартиране при грешка; Windows Installer; Windows Management Instrumentation; Event Tracing for Windows; Active Desktop; Recovery Console; Active Directory | Не се поддържа от 13 юли 2010 г.                                                                                         | NT 5.0                              |
| Windows Millenium (бета 3)                                                | 7 април 2000 г.      |                                           |                                                                                  | | Не се поддържа | 4.90                                |
| Pocket PC 2000                                                            | 19 април 2000 г.     | Rapier                                    |                                                                                  | увеличаване на броя на нивата на приоритет от 8 на 256; ограничен достъп до важни приложно-програмни интерфейси и ограничаване на достъп за записване в някои части от регистъра; представлява база за Pocket PC 2000, Pocket PC 2002 и Smartphone 2002; увеличаване на пространството за обекти – броят на максималния брой обекти се повишава от 65 536 на 4,19 милиона | | CE 3.0                              |
| Windows 2000 Datacenter Server 2000 (бета 2)                              | 23 май 2000 г.       | Memphis NT, Whistler 2000                 |                                                                                  | | Не се поддържа | NT 5.0                              |
| Windows Server 2003 (алфа)                                                | 30 юни 2000 г.       | Whistler Server                           |                                                                                  | | Не се поддържа | NT 5.2                              |
| Windows CE 3.0                                                            | 15 юли 2000 г.       | Cedar                                     |                                                                                  | версията, която замества CE 2.12 | | CE 3.0                              |
| Whistler (Windows XP алфа)                                                | 11 юли 2000 г.       | Whistler                                  |                                                                                  | | Не се поддържа | NT 5.1                              |
| Whistler (Windows XP алфа 2)                                              | 28 август 2000 г.    | Whistler                                  |                                                                                  | | Не се поддържа | NT 5.1                              |
| Windows 2000 Server                                                       |                      |                                           |                                                                                  | Active Directory; Kerberos замества NTLM; Domain Name Server | Не се поддържа от 13 юли 2010 г.                                                                                         | NT 5.0                              |
| Windows Me                                                                | 14 септември 2000 г. | Georgia                                   |                                                                                  | драйвери, позволяващи възпроизвеждането на няколко звука едновременно; Windows Image Acquistion; Windows Movie Maker; Windows Media Player 7; Windows DVD Player; Image Preview; игрите: Internet Backgammon, Internet Checkers, Internet Hearts, Internet Reversi, Internet Spades, Spider Solitare и Pinball; нов TCP/IP пакет; Home Networking Wizard; Dial-up Networking; NDIS (Network Driver Interface Specification); System Restore; System Configuration Utility; към Управление на Системата е прибавен нов раздел – Dial-up Adapter; Автоматични ъпдейтове; подобрено управление на захранването и хибернация; Help and support (Помощ и поддръжка)                                                              | Не се поддържа от 11 юли 2006 г.                                                                                         | 4.90.3000                           |
| Windows 2000 Datacenter Server                                            | 26 септември 2000 г. | Whistler 2000                             |                                                                                  | версията може да работи на компютри с до 32 процесора и до 64Gb RAM | Не се поддържа от 13 юли 2010 г.                                                                                         | NT 5.0                              |
| Windows Server 2003 (бета 1)                                              | 31 октомври 2000 г.  | Whistler Server                           |                                                                                  | | Не се поддържа | NT 5.2                              |
| Windows XP (бета 1)                                                       | 31 октомври 2000 г.  | Whistler XP                               |                                                                                  | | Не се поддържа | NT 5.1                              |
| Whistler Embedded (бета 1)                                                | 19 декември 2000 г.  | Whistler                                  |                                                                                  | | Не се поддържа | NT 5.1                              |
| Windows CE 4.0 .NET (бета 1)                                              | 7 февруари 2001 г.   | Talisker                                  |                                                                                  | | Не се поддържа | CE 4.0                              |
| PocketPC 2002 Phone Edition (бета)                                        | 22 февруари 2001 г.  |                                           |                                                                                  | | Не се поддържа | CE 3.0                              |
| Windows XP (бета 2)                                                       | 23 март 2001 г.      | Whistler XP                               |                                                                                  | | Не се поддържа | NT 5.1                              |
| Windows Server 2003 (бета 2)                                              | 23 март 2001 г.      | Whistler Server                           |                                                                                  | | Не се поддържа | NT 5.1                              |
| Windows XP Embedded (бета 1)                                              | 10 април 2001 г.     | Mantis                                    |                                                                                  | | Не се поддържа | NT 5.1                              |
| Windows CE 4.0 .NET (бета 2)                                              | 13 август 2001 г.    | Talisker                                  |                                                                                  | | Не се поддържа | CE 4.0                              |
| Windows XP Embedded (бета 2)                                              | 5 септември 2001 г.  | Mantis                                    |                                                                                  | | Не се поддържа | NT 5.1                              |
| Pocket PC 2002                                                            | 6 септември 2001 г.  | Merlin                                    | Pocket PC 2002 SP1-SP4                                                           | работи на Smartphone; подобрен UI с поддръжка на теми; проверка на правопис и преброяване на думи в Pocket Word; WAP в Pocket Internet Explorer; поддръжка на Virtual Private Networking; синхронизация на папки; MSN Messenger; Windows Media Player 8; Microsoft Reader 2; подобрен Pocket Outlook; поддръжка на DRM(Digital Rights manamegent) в Microsoft Reader; | | CE 3.0                              |
| Windows XP Professional; Windows XP Home Edition                          | 25 октомври 2001 г.  | Whistler XP                               | SP1-SP3                                                                          | по-бързо стартиране и хиберниране; поддръжка на DSL модеми и IEEE 802.11 връзките; влизане в мрежа чрез FireWire или Bluetooth; Remote Desktop; шрифтът ClearType, който подобрява качеството на текста на LCD мониторите; Fast User Switching; нов потребителски интерфейс – сенки под менютата, маркиране на използвани програми в Start menu, заключване на таскбара и лентите с инструменти, синя секция в Windows Explorer, common tasks; Driver rollback – използва се за поправяне на неработещи драйвери; Windows Server domains; поддръжка на два физически процесора; сложен контрол на достъпа; Group Polices; Automatic Software Installation and Maintance; Roaming User Profiles; Remote Installation Service | Поддържа се до 8 април 2014 г.                                                                                           | 5.1.2600                            |
| Windows Server 2003 (бета 3)                                              | Whistler Server      | 19 ноември 2001 г.                        |                                                                                  | | Не се поддържа | NT 5.2                              |
| Windows XP Embedded                                                       | 30 ноември 2001 г.   | Mantis                                    |                                                                                  | зареждане от USB, CD или чрез мрежа; File Based Writer File; Enhanced Writer File; Write Filters | Поддържа се до 8 април 2014 г.                                                                                           | NT 5.1                              |
| Windows CE 4.0 .NET                                                       | 7 януари 2002 г.     | Talisker                                  |                                                                                  | променена структурата на драйвера; поддръжка на Bluetooth; TLS (SSL 3.1), IPsec L2TP VPN | | CE 4.0                              |
| Pocket PC 2002 Phone Edition                                              | 19 февруари 2002     | Merlin                                    |                                                                                  | интеграция на Pocket PC в мобилните телефони;поддръжка на WAN и Wi-Fi; Server Active Sync; SMS/Inbox Integration; редактиране на PIM данни; персонализиране на рингтонове с WAV файлове | | CE 3.0                              |
| Windows CE for Automotive 3.5                                             | 22 април 2002 г.     |                                           |                                                                                  | представлява операционна система за автомобили | | CE 3.5                              |
| Windows XP Tablet PC Edition (бета)                                       | 25 юни 2002 г.       | Whistler XP                               |                                                                                  | | Не се поддържа | NT 5.1                              |
| Windows CE 4.1 .NET                                                       | 30 юли 2002 г.       | Jameson                                   |                                                                                  | Visual Studio .NET 2003 работи с тази версия | | CE 4.1                              |
| Windows XP Media Center Edition 2002                                      | 31 октомври 2002 г.  | Freestyle                                 |                                                                                  | запис и възпроизвеждане на телевизии; телевизионен наръчник; управление и показване на всякакви картинки, видеота и музика | Поддържа се до 8 април 2014 г.                                                                                           | NT 5.1.2600.1106                    |
| Windows Powered Smartphone 2002                                           | 22 октомври 2002 г.  |                                           | Windows Powered Smarthone 2002 (ъпдейт)                                          | използва се за Smartphones | | CE 3.0                              |
| Windows XP Tablet PC Edition                                              | 7 ноември 2002 г.    | Whistler                                  |                                                                                  | версия за таблети | Поддържа се до 8 април 2014 г.                                                                                           | NT 5.1                              |
| Windows Longhorn (Windows Vista alpha)                                    | 19 ноември 2002 г.   | Longhorn                                  |                                                                                  | | Не се поддържа | NT 6.0.3683                         |
| Windows Longhorn (Windows Vista алфа 2)                                   | 28 февруари 2003 г.  | Longhorn                                  |                                                                                  | | Не се поддържа | NT 6.0.4008                         |
| Longhorn XP Professional (Windows Vista алфа 3)                           | Април 2003 г.        | Longhorn                                  |                                                                                  | | Не се поддържа | NT 6.0.4015                         |
| Windows CE 4.2 .NET                                                       | 23 април 2003 г.     | McKendric                                 |                                                                                  | Digital Media Receiver; Enterprise Terminal; Gateway; Internet Protocol Phone; поддръжка на Samsung SMDK2410 хардуерна платформа и серията платформи NFC Solution Gear; нови драйвери – Flash Media, Human Interface Device Client, Unified Keyboard; характеристики на Internet Explorer 6.0; преквалифицирани Bluetooth профили – Dial-Up Networking Profile, LAN Access Profile; ObjectPush Profile, File Transfer Profile | | CE 4.2                              |
| Windows Server 2003 (Standart, Datacenter, Enterprise, Web Server)        | 24 април 2003 г.     | Whistler Server                           | Windows Server 2003 SP1, SP2; Windows Server 2003 R2                             | Internet Information Services v6.0; подобрения на Message Queuing; Manage Your Server; подобрения на Active Directory; подобрения на Group Policy; осигурява система за възстановяване на повредени файлове; подобрено управление на твърдия диск; поддръжка на „watchdog timer“ (рестартира сървъра ако той не отговори за определено време); Automated System Recovery | Поддържа се до 14 юли 2015 г.                                                                                            | NT 5.2.3790                         |
| Windows Server 2003 for 64-bit Itanium 2 Systems (Datacenter, Enterprise) | 24 април 2003 г.     | Whistler Server                           |                                                                                  | версията е предназначена за системи, работещи с процесори Itanium 2 | Поддържа се до 14 юли 2015                                                                                               | NT 5.2                              |
| Windows Mobile 2003 for Pocket PC                                         | 23 юни 2003 г.       | Ozone                                     |                                                                                  | поддържа екранна клавиатура; подобрен комуникационен интерфейс на Bluetooth; поддръжка на Bluetooth слушалки; приложения за картинки; играта Jawbreaker; подобрен Pocket Outlook с поддръжка на vCard и vCal; подобрен Pocket Internet Explorer; Windows Media Player 9.0; опции за SMS отговор; поддръжка на MIDI като рингтонове | | CE 4.2                              |
| Windows Server 2003 for AMD 64-bit Systems (бета build 1039)              | 2 септември 2003 г.  | Whistler Server                           |                                                                                  | | Не се поддържа | NT 5.2                              |
| Windows XP 64-Bit Edition or AMD64 (Версия 2003 бета build 1039)          | 2 септември 2003 г.  | Whistler XP                               |                                                                                  | | Не се поддържа | NT 5.1                              |
| Windows Storage Server 2003                                               | 10 септември 2003 г. | Whistler Server                           |                                                                                  | файлова система DFS; поддръжка на SAN и iSCSI; Virtual Disc Device – позволява NAS и RAID устройства; JDOB системи; Софтуерен и хардуерен RAID; Multi Path IO | Поддържа се до 14 юли 2015 г.                                                                                            | NT 5.2                              |
| Windows XP 64-Bit Edition for 64-Bit Extended Systems (бета)              | 23 декември 2003 г.  | Whistler XP                               |                                                                                  | | Не се поддържа | NT 5.1                              |
| Windows XP Media Center Edition 2004                                      | 30 септември 2003 г. | Harmony                                   |                                                                                  | Windows XP SP2 ъпгрейдва по-ранни версии на WMCE към тази | Поддържа се до 8 април 2014                                                                                              | NT 5.1.2600.1217                    |
| Windows Small Business Server 2003                                        | 9 октомври 2003 г.   | Bobcat                                    |                                                                                  | Remote Web Workplace; POP3 Connector; споделена факс услуга; споделена модемна услуга | Поддържа се | NT 5.2                              |
| Windows Server 2003 for 64-bit Extended Systems (бета)                    | 15 октомври 2003 г.  | Whistler Server                           |                                                                                  | | Не се поддържа | NT 5.2                              |
| Windows Longhorn (Windows Vista PDC build 4051)                           | 30 септември 2003 г. | Longhorn                                  |                                                                                  | | Не се поддържа | NT 6.0.4051                         |
| Windows Server 2003 for 64-bit Extended Systems (бета CPP)                | 6 януари 2004 г.     | Whistler Server                           |                                                                                  | | Не се поддържа | NT 5.2                              |
| Windows XP 64-bit Edition for 64-bit Extended Systems (бета CPP)          | 3 февруари 2004 г.   | Whistler XP                               |                                                                                  | | Не се поддържа | NT 5.1                              |
| Windows XP Lite                                                           | Февруари 2004 г.     | Whistler XP                               |                                                                                  | | | NT 5.1                              |
| Windows Longhorn (Windows Vista PDC build 4053)                           | 1 март 2004 г.       | Longhorn                                  |                                                                                  | | Не се поддържа | NT 6.0                              |
| Windows XP Tablet PC Edition 2004 (бета)                                  | Март 2004 г.         | Lone Star                                 |                                                                                  | | Не се поддържа | NT 5.1                              |
| Portable Media Center (бета)                                              | 18 март 2004 г.      | Media2Go                                  |                                                                                  | вграден TinyCLR и .NET framework | Не се поддържа от 2007 г.                                                                                                | Специализирана версия на Windows CE |
| Windows Mobile 2003 SE                                                    | 24 март 2004 г.      | Ozone update                              |                                                                                  | Портретен и пейзажен изглед за джобни компютри; екранни резолюции 176x220, 640x480, 240x220, 480x480; WPA поддръжка; изглед на Pocket Internet Explorer с една колона | | CE 4.21                             |
| Windows Longhorn (Windows Vista HEC build 4074)                           | 5 май 2004 г.        | Longhorn                                  |                                                                                  | | Не се поддържа | NT 6.0                              |
| Windows CE 5.0                                                            | 9 юни 2004 г.        | Macallan                                  |                                                                                  | автоматично докладване за бъгове на производителите; Direct3D Mobile – COM-базирана версия на DirectX на Windows XP; DirectDraw за двуизмерна графика и DirectShow за поддръжка на дигитализация на камера и видео; поддръжка на Remote Desktop Protocol | | CE 5.0                              |
| Windows XP Starter Edition (бета)                                         | 23 юни 2004 г.       | Creekside                                 |                                                                                  | евтина версия, предназначена за развиващите се страни; версията е подобна Home Edition, но е предназначена за хардуер с по-малки възможности и може да изпълнява до 3 програми едновременно, има и някои опции, които са премахнати. | Поддържа се | NT 5.1                              |
| Windows Server 2003 for 64-bit Extended Systems (бета CPP)                | 18 август 2004 г.    |                                           |                                                                                  | | Не се поддържа | NT 5.2                              |
| Windows XP Professional x64 Edition (бета CPP)                            | 18 август 2004 г.    |                                           |                                                                                  | | Не се поддържа | NT 5.2                              |
| Windows XP Tablet PC Edition 2005                                         | 25 август 2004 г.    | Lone Star                                 | Microsoft Experience Pack; Education Pack.                                       | подобрено разпознаване на почерка и панел за въвеждане, който може да бъде използван в почти всяко приложение; играта InkBall | Поддържа се до 8 април 2014 г.                                                                                           | NT 5.1                              |
| Windows XP Starter Edition                                                | Октомври 2004 г.     | Whistler                                  |                                                                                  | Продава се в Тайланд, Турция, Индонезия, Русия, Индия, Колумбия, Бразилия, Аржентина, Перу, Боливия, Чили, Мексико, Еквадор, Уругвай и Венецуела. Изданието изглежда различно в различните страни – има тапети на известни места от държавата, помощни инструменти за тези, които не могат да говорят английски и настройки за по-лесно инсталиране на Windows XP. | Поддържа се до 8 април 2014 г.                                                                                           | NT 5.1                              |
| Windows 10                                                                | Юли 2015 г.          | Threshold 1                               | Първоначално издание                                                             | Ново Start меню, Cortana, Microsoft Edge | Поддръжката приключи | Версия 1507 / Build 10240           |
| Windows 11                                                                | Октомври 2021 г.     | Sun Valley                                | KB5006746 (първи ъпдейт)                                                         | Snap Layouts, Widgets, Microsoft Teams интеграция | Поддържа се до 8 октомври 2024 г.                                                                                        | Версия 21H2 / Build 22000           |
| Windows 11 22H2                                                           | Септември 2022 г.    | Sun Valley 2                              | File Explorer с табове, подобрен Start Menu, нов Task Manager                    | Подобрен Snap Layouts, Focus Sessions | Поддържа се до 14 октомври 2025 г.                                                                                       | Версия 22H2 / Build 22621           |
| Windows 11 23H2                                                           | Октомври 2023 г.     | Sun Valley 3                              | Windows Copilot (AI асистент), подобрен File Explorer                            | Въвеждане на AI функции, подобрен Taskbar, Dynamic Lighting | Поддържа се до 8 ноември 2025 г.                                                                                         | Версия 23H2 / Build 22631           |

## Пакети и добавки за Windows
| Име                                                  | Дата на излизане    | Особености                                                                                   | Съдържание | Предназначено за                             |
| ---------------------------------------------------- | ------------------- | -------------------------------------------------------------------------------------------- | --- | -------------------------------------------- |
| Microsoft Entertainment Pack                         | 1990 г.             | съдържа колекция от прости 16-битови игри за Windows                                         | Chess; Chip's Challenge; Cruel (игра на карти}; Dr. Black Jack (игра на карти); FreeCell (игра на карти); Fuji Golf; Go Figure!; Golf (игра на карти); IdleWild; JezzBall; Jigsawed; Klotski; Life Genesis; Maxwell's Maniac; Pegged; Pipe Dream; Rattler Race; Rodent's Revenge; SkiFree; Stones; Taipei; Tetravex; Tetris (Windows версия); Tic Tac Drop; TicTactics; TriPeaks (игра на карти); Tut's Tomb (игра на карти); WordZap                           | Windows 3.1; Windows 3.11; Windows 3.2       |
| Multimedia Extensions                                | 1991 г.             | излязла е отделна версия на Windows 3.0 с тази добавка                                       | поддръжка на аудио и CD устройство | Windows 3.0                                  |
| Windows for PEN Computing 1.0                        | 1992 г.             | заменен е от поддръжката на таблети на Windows XP                                            | поддръжка на входни данни от писалки, екранни клавиатури | Windows 3.11                                 |
| Windows for PEN Computing 2.0                        |                     | заменен е от поддръжката на таблети на Windows XP                                            | за разлика от версия 1.0 не съдържа поддръжка на писалки | Windows 95                                   |
| Windows for Workgroups 3.1                           | 27 октомври 1992 г. | Има кодовото име Winball или Sparta. Съдържа характеристики за обикновена мрежова поддръжка. | поддръжка на SMB файлово споделяне чрез NetBIOS базираните NBF и/или IPX мрежови протоколи; играта Hearts; представен новият VSHARE.386 | Windows 3.1                                  |
| Video for Windows                                    | Ноември 1992 г.     | съдържа поддръжка за възпроизвеждане на дигитално видео                                      | файлов видео формат AVI; програми за обработване и възпроизвеждане на видео: Media Player, VidCap, VidEdit, BitEdit, PalEdit, WaveEdit | Windows 3.1; Windows 3.11; Windows 95        |
| Microsoft Arcade                                     | 1993 г.             | съдържа игри                                                                                 | Tempest, Battlezone, Asteroids, Centipede, Missile Command | Windows 3.1                                  |
| Windows for Workgroups 3.11                          | 8 ноември 1993 г.   | Има кодово име Snowball. Не се поддържа от 31 декември 2001 г.                               | 32-битов файлов достъп; пълно 32-битово мрежово преадресиране; кешът VCACHE.386; прекъснат стандартният режим на изпълнение от Windows ядрото | Windows 3.1                                  |
| Windows 3.11                                         | 31 декември 1993 г. | Не се поддържа от 31 декември 2001 г.                                                        | промяна в диалоговите прозорци и др. | Windows 3.1                                  |
| Microsoft Plus! for Windows 95                       |                     | съдържа подобрения за операционната система                                                  | играта Space Cadet Pinball; Internet Jumpstar Kit; DriveSpace 3; инструмент за компресиране Compression Agent; поддръжка на теми и колекция от 12 теми; dial-up сървър; подобрения в графиката; свойство за разширяване и свиване на картинките, за да изпълнят екрана; многоцветни иконки; System Agent (ранна версия на Task Scheduler) | Windows 95                                   |
| Best of Microsoft Entertainment Pack                 | 1995 г.             | съдържа 13 игри, избрани като най-добри от пакета Microsoft Entertainment Pack               | Chip's Challenge; Dr. Black Jack; FreeCell; Golf; JezzBall; Pipe Dream; Rodent's Revenge; SkiFree; Taipei; TetraVex; Tetris; TriPeaks; Tut's Tomb | Windows 3.11                                 |
| Microsoft Return of Arcade                           | 1995 г.             | съдържа игри                                                                                 | Galaxian, Pac-Man, Pole Position, Dig-Dug | от Windows 95 нагоре                         |
| Microsoft Bob                                        | Март 1995 г.        | това е първата и последна версия на този продукт заради провала си                           | нов интерфейс под формата на къща, с изглед към всяка от стаите – потребителят може да редактира стаите и вещите в тази къща, като всяка една вещ представлява някакво приложение; финансово приложение; текстов редактор; анимирани помощници | Windows 3.11; Windows 95                     |
| Microsoft Entertainment Pack:The Puzzle Collection   | 31 юли 1997 г.      | съдържа игри                                                                                 | Fringer; Finty Flush; Mixed Genetics; Rat Poker; Lineup; Jewel Chase; Color Collision; Charmer; Spring Weekend; Muddled Casino | Windows Me                                   |
| Microsoft Plus! for Kids!                            | 1997 г.             | съдържа подобрения за операционната система; пакет, предназначен за деца под 12 години       | Talk it! (програма, която превръща текст в говор); Play it! (електронна клавиатура с музика и звукови ефекти); Paint it! (версия на програмата Paint за деца); clipart с възможност за директно ползване на картинки; 10 нови десктоп теми; Protect it! (родителски контрол за Internet Explorer) | Windows 95                                   |
| Microsoft Revenge of Arcade                          | 1998 г.             | съдържа игри                                                                                 | Ms. Pac-Man, Mappy, Rally X, Xevious, Motos | от Windows 95 нагоре                         |
| Microsoft Plus! 98                                   |                     | съдържа подобрения за операционната система                                                  | обичайният набор от теми + 18 нови; нов скрийнсейвър; към Windowss98's Maintaince Wizard е добавено и чистене на Старт Менюто; в Disk Cleanup е интегриран нов инструмент – Cybermedia Non-Critical File Cleaner; интеграция на ZIP файлове в Windows Explorer; игрите: Microsoft Golf 98 Lite, Lose Your Marbles!, Spider Solitaire; CD плейърът A Deluxe CD Player с поддръжка на CDDB; експресна версия на Picture it! (програма за редактиране на картинки) | Windows 98                                   |
| Microsoft Plus! Game Pack: Cards & Puzzles           |                     | пакет от игри                                                                                | Microsoft Entertainment Pack:The Puzzle Collection (описан в тази таблица); Microsoft Bicycle Card Collection (пакет от 12 игри на карти); пробна версия на Microsoft Pandora's Box (игра) | Windows Me, но става и за някои други версии |
| Microsoft Return of Arcade: 20th Anniversary Edition | 2000 г.             | съдържа игри                                                                                 | Ms. Pac-Man и др. | Windows 2000                                 |
| Microsoft Plus! for Windows XP                       | 25 октомври 2001 г. | съдържа подобрения за операционната система                                                  | нови теми; скрийнсейвъри; гласови команди за Windows Media Player; Personal DJ; MP3 Конвертер; CD Label Maker (програма за правене на обложки на дискове); Plus! Speaker Enhancement;триизмерни визуализации за Windows Media Player; кожи за Windows Media Player; Hyperbowl; Russian Squar; Labyrinth | Windows XP                                   |
| Education Pack                                       |                     | съдържа приложения, предназначени за компютри с таблети                                      | Ink Flash Cards; Equation Writer; GoBinder Lite; Hexic Deluxe | Windows XP Tablet PC Edition                 |
| Experience Pack                                      |                     | съдържа приложения, предназначени за компютри с таблети                                      | Ink Art; Ink Crossword; Ink Desktop; Media Transfer; Snipping Tool 2.0 | Windows XP Tablet PC Edition                 |
| Microsoft Plus! Digital Media Edition                | 7 януари 2003 г.    | съдържа подобрения за операционната система                                                  | Photo Story 2; Plus! Party Mode; Plus! Analog Recorder; CD Label Maker (програма за правене на обложки на дискове); Plus! Dancer; аудио конвертер; нови преходи и ефекти за Windows Movie Maker; Plus! Alarm Clock (алармен часовник); Sleep Timer; кожи за Media Player 9; Plus! Sync & Go for Pocket PC | Windows XP Media Center Edition              |
| Microsoft Plus! SuperPack for Windows XP             | 19 октомври 2004 г. | обединява двете досегашни версии на Microsoft Plus!                                          | Microsoft Plus! for Windows XP (описан в тази таблица); Microsoft Plus! Digital Media Edition (описан в тази таблица) | Windows XP                                   |